# Louise Balthy
Louise Balthy, nom de scène de Marie Bidart, née à Arancou (Pyrénées-Atlantiques) le 16 août 1867 et morte à Paris 17e le 30 juillet 1925, est une interprète de café-concert et meneuse de revue française. 

## Biographie

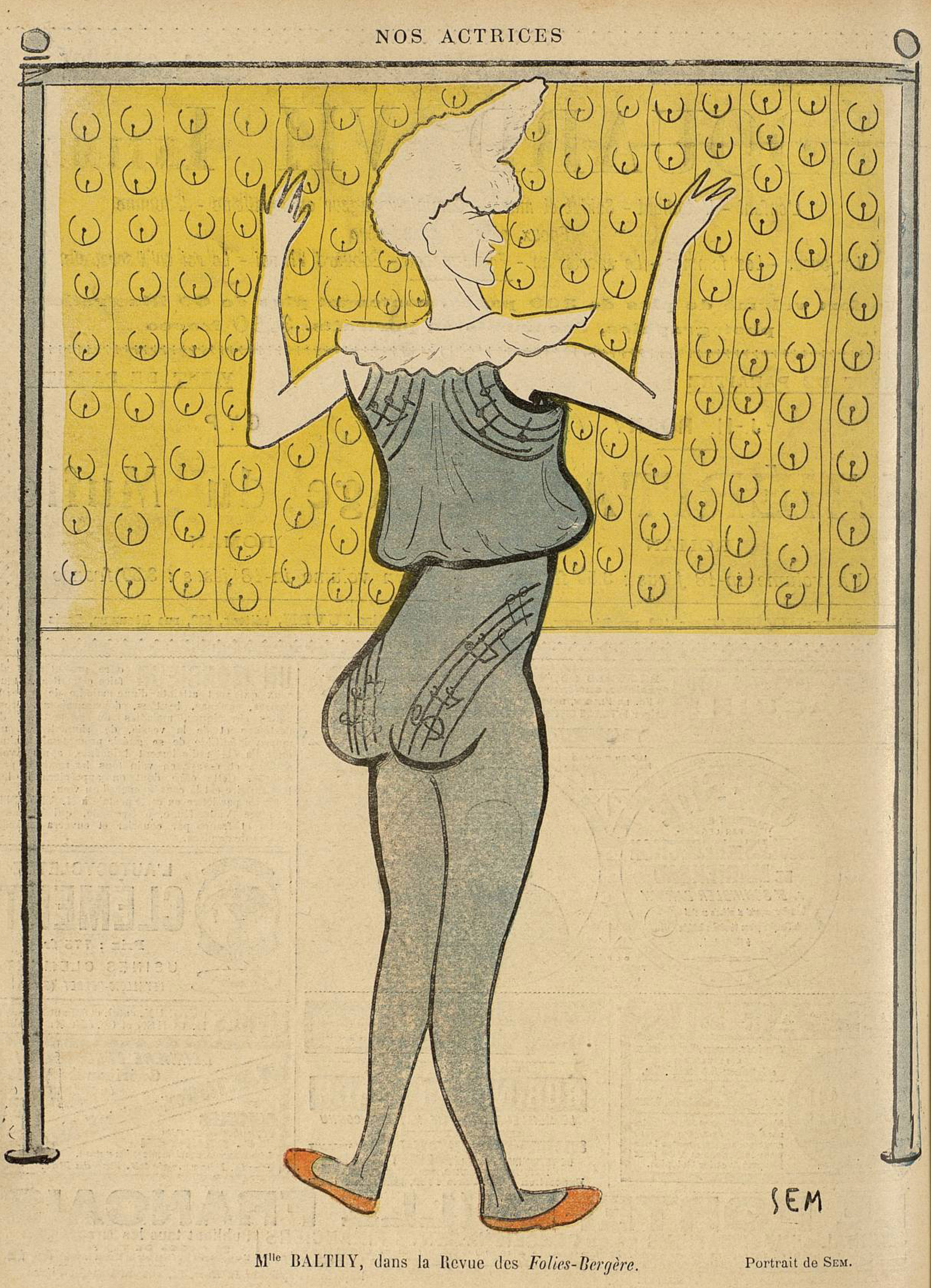
Caricature par Sem (1902)

Femme de chambre devenue demi-mondaine, Louise Balthy s'essaie à la chanson comique vers 1886. En 1891, elle se produit  dans la revue Que d'eau ! Que d'eau ! au théâtre des Menus-Plaisirs. Grande, mince et élégante, elle devient rapidement meneuse de revue aux Folies-Bergère et à l'Olympia entre autres. Le guide Paris-Parisien la décrit en 1899 comme une « désopilante notoriété de la vie parisienne ». Spécialisée dans la chanson rosse, elle était considérée comme la Mistinguett de la Belle Époque.
En 1903, elle assure au Moulin Rouge cent représentations de la revue T'en as un œil. Elle se produit jusqu'à la guerre dans des cabarets tels que La Cigale ou la boîte à Fursy, et des théâtres comme ceux de la Bodinière  ou des Capucines.
Louise Balthy est décèdée brusquement, d'une maladie qu'elle avait dissimulée, dans son hôtel particulier de la rue d'Offémont à l'âge de 55 ans,. Ses obsèques ont lieu le 3 août 1925 à Bordeaux où elle est inhumée dans le caveau de famille.
Chargé du règlement de la succession, le notaire de Marie Le Cordier, sœur et héritière de Louise Balthy avec son frère et ses sœurs , va réaliser la vente de l'immeuble puis organiser la dispersion de l'intégralité de son contenu. L'importance des biens laissés par le défunte (bijoux, mobilier, tableaux, argenterie, objets d'art, livres, linge, costumes de théâtre et de ville) nécessitera pas moins de cinq vacations, tant à l'Hôtel Drouot que dans l'ancien domicile de l'artiste, entre novembre 1925 et juillet 1926,. Même son chien sera livré aux enchères.

## Carrière
- 1891 : Que d'eau ! Que d'eau !, revue en trois actes et cinq tableaux d'Alfred Delilia et Jules Jouy, au théâtre des Menus-Plaisirs (11 décembre)
- 1893 : Tarara-Boum-Revue, revue en trois actes d'Alfred Delilia, au théâtre des Menus-Plaisirs (janvier)
- 1893 : Cousin-Cousine, opérette en trois actes, livret de Maurice Ordonneau et Henri Kéroul, musique de Gaston Serpette, au théâtre des Folies-Dramatiques (23 décembre) : Véronique de Saint-Castel
- 1894 : Mademoiselle ma femme, opérette en trois actes de Maurice Ordonneau et Octave Pradels, au théâtre des Menus-Plaisirs (24 mars)[14]
- 1895 : La Perle du Cantal, opérette en trois actes de Maurice Ordonneau, musique de Frédéric Toulmouche, au théâtre des Folies-Dramatiques (2 mars) : Florentine[15]
- 1896 : L'Oeil crevé, opéra-bouffe en trois actes d'Hervé, au théâtre des Variétés (25 novembre) : Fleur-de-Noblesse
- 1897 : Vive l'Empereur !, revue d'Alfred George et Maurice Sergine, au théâtre de la Bodinière (16 janvier)
- 1898 : Little Baltich revue, revue de Jules Oudot et Henry de Gorsse, au théâtre de la Bodinière (17 mars) : la baronne de la Glacière
- 1900 : Baltifolons, fantaisie-revue en un acte de Jules Oudot et Henry de Gorsse, au concert de la Scala (27 avril) : Frivola
- 1903 : Balthy-Colis, revue en 1 acte de Michel Carré, au théâtre de l'Athénée (24 janvier)
- 1903 : T'en as un œil !, revue en 12 tableaux d'Henri Dreyfus (Fursy) et Charles Mougel, musique de Gustave Goublier, au Moulin Rouge
- 1906 : Le Petit Kosson, fantaisie-revue en deux actes de Michel Carré, au théâtre des Capucines (9 novembre) : Sylvie
- 1908 : La Double r'vue, fantaisie-revue en deux actes de Michel Carré et André Barde, au théâtre des Capucines (15 octobre)
- 1911 : Tout à la Chine !, revue en 10 tableaux de Maurice de Marsan et Gabriel Timmory, musique d'Henri José , au concert de la Cigale (décembre)
- 1912 : La Revue de l'Olympia, revue en deux actes et 39 tableaux de Rip, Wilned et Bousquet, à l'Olympia (18 avril) : la conférencière / la suffragette / l'élêve d'Isadora Duncan[16]
- 1912 : Les Phares Soubigou, comédie en trois actes de Tristan Bernard, à la Comédie-Royale (20 novembre)
- 1916 : Bas les pattes !, sketch de Serge Basset, musique de Vincent Scotto, au Concert Mayol (9 décembre)
- 1923 : Montre-moi ton coquelicot, revue en deux actes et trente tableaux de Michel Carré, Alfred Gragnon, Max Eddy, Raymond Delangle, Paul Cadot et Jean Vorcet, à la Cigale (15 décembre).

## Postérité
Une rue de Bayonne porte son nom depuis 2012.